# Thaumatomyia
Thaumatomyia is een geslacht van vliegen uit de familie van de halmvliegen (Chloropidae).

## Soorten
- T. annulata (Walker, 1849)
- T. apache Sabrosky, 1943
- T. appropinqua (Adams, 1903)
- T. bistriata (Walker, 1849)
- T. czernyi Duda, 1933
- T. elongatula (Becker, 1910)
- T. flavifrons (Macquart, 1835)
- T. glabra (Meigen, 1830)
- T. grata (Loew, 1863)
- T. hallandica Andersson, 1966
- T. montana (Becker, 1916)
- T. notata (Meigen, 1830)
- T. obtusa (Malloch, 1914)
- T. parviceps (Malloch, 1915)
- T. pulla (Adams, 1904)
- T. pullipes (Coquillett, 1898)
- T. rubida (Coquillett, 1898)
- T. rubrivittata Sabrosky, 1943
- T. rufa (Macquart, 1835)
- T. sulcifrons (Becker, 1907)
- T. trifasciata (Zetterstedt, 1848)